# Президентские выборы в Колумбии (1958)
Президентские выборы в Колумбии проходили 4 мая 1958 года. Они стали первыми с выборов 1949 года после военного переворота 1953 года, в результате которого был свергнут президент Лауреано Гомес Кастро. После переворота 1953 года две основные политические партии Колумбии Консервативная и Либеральная пришли к соглашению о поочерёдном правлении. Соглашение, известное как «Национальный фронт», было одобрено на референдуме 1957 года.
В результате выборов победу одержал кандидат от Либеральной партии Альберто Льерас Камарго (поддержанный Коммунистической партией), получивший 80% голосов. Хотя Консервативная партия согласилась о правлении либералов на период 1958—1962 годов, диссиденты партии выдвинули Хорхе Лейва как кандидата.

## Результаты
| Кандидат                          | Партия/Коалиция                   | Голоса    | %    |
| --------------------------------- | --------------------------------- | --------- | ---- |
| Альберто Льерас Камарго           | Либеральная партия                | 2 482 948 | 80,1 |
| Хорхе Лейва                       | Консервативная партия             | 614 861   | 19,8 |
| Прочие                            | Прочие                            | 290       | 0,0  |
| Недействительные/пустые бюллетени | Недействительные/пустые бюллетени | 10 468    | –    |
| Всего                             | Всего                             | 3 108 567 | 100  |
| Действительные бюллетени/Явка     | Действительные бюллетени/Явка     | 5 386 981 | 57,7 |
| Источник: Nohlen                  |                                   |           |      |